# Козаково (Алнаський район)
Коза́ково (рос. Казаково) — присілок у складі Алнаського району Удмуртії, Росія.

## Населення
Населення — 280 осіб (2010; 283 в 2002).
Національний склад станом на 2002 рік:
- удмурти — 97 %

## Урбаноніми[3]
- вулиці — Клубна, Лісова, Річкова, Садова